# Pau de San Esteban de Gormaz (1146)
El Pau de San Esteban de Gormaz és una concòrdia signada el novembre del 1146 entre Alfons VII de Castella, Garcia V de Navarra i Ramon Berenguer IV de Barcelona per la qual es posava fi temporalment a la guerra de successió navarro-aragonesa i s'aliaven tots tres per preparar la Croada contra al-Mariyya que es dugué a terme el 1147.